# 五鶴山五穀宮
24°31′25″N 120°49′36″E / 24.523594°N 120.826791°E
五鶴山五穀宮，是位於臺灣苗栗縣公館鄉玉穀村的神農廟，為五穀、玉穀、鶴岡、鶴山、尖山、仁安、南河、北河等八村的信仰中心，也是臺灣首部客家語電影《茶山情歌》的拍攝地。

## 歷史沿革
建廟傳說是嘉慶廿年（1815年）夏，發生旱災。一日下起大雨，五鶴山一名巡田水的老農，遠望此廟現址的樹園，發現坐著一名白衣老人，上前卻不見老人蹤影，並且樹下乾燥。他認為是神農大帝降臨解除旱災，因此當地農民建廟祭祀。創廟時，是以一顆聖石神牌做代表，今懸在正殿、神像的正上方。廟後方駁坎固定有代表金、木、水、火、土的五行石。道光十年（1830年）、1914年皆擴建，至1937年、1947年及1970年皆有改建。

## 祭祀活動
以農曆四月廿六日為神農大帝誕辰，廟方會在誕辰前舉行遶境活動。為公館鄉的五穀、玉穀、鶴岡、鶴山、尖山、仁安、南河、北河等八村的信仰中心。
1897年間蝗害，此廟建醮三年，以祈禱驅除蟲害；1934年發生鐵甲龜蟲害，廟建醮一年；1960年因近年旱災、蟲害、風災，沿後龍溪上、下游七鄉鎮，聯合建醮一年。
全臺灣各地的五穀宮不少都是由此分香刈火成立，如春日五穀宮。在2000年報導時，估計每年有廿多座分靈廟會組團謁祖進香參拜。
2011年5月18日，舉行百年首度神農大帝聖誕聯合遶境活動，集合十座宮廟遶境，共停留三義五穀宮、中心埔五穀宮、公館五穀宮、五鶴山五穀宮、苗栗五穀宮、大湖龍天宮、獅潭五文宮、三灣五穀宮、竹南五穀宮等九定點。

## 電影場景
本名饒景春的雷文，為苗栗獅潭人，在1973年私人籌資拍攝，自己編劇、填詞，找來賴碧霞、黃銘輝等演員，於此廟拍攝臺灣首部客家語電影《茶山情歌》。為益萬公司出品，導演劉師坊。2003年11月21日晚上7點，新故鄉協會副執行長詹運喜在此廟廣場重映《茶山情歌》以作紀念。

## 相關圖片
- 涼亭與指向鶴岡村鶼鰈老樹的指路牌。
- 廟前與院裡種有珍貴的龍柏樹[7]。
- 廟景
- 門牌為玉穀村玉穀11號。